# Валер'яна Ґроссгейма
Валер'яна Ґроссгейма, валеріана Гросгейма (Valeriana grossheimii) — багаторічна трав'яниста рослина родини жимолостеввих.

## Будова
Багаторічна трав'яниста лікарська рослина. Кореневище — без пагонів; корені чорно-бурі, близько 2 мм у діаметрі. Стебло пряме, борозенчасте, 100—150 см заввишки. Листки супротивні, непарноперисті; прикореневі й нижні стеблові — з 7—10 парами листочків. Листочки зісподу більш-менш довго-відлегло-волосисті або коротко-щетинисто-шерстисті. Квітки двостатеві, неправильні, дрібні, лілуваті, в дуже розгалуженому, з дугоподібними гілочками (до 15 см завдовжки) щиткоподібному суцвітті. Плід — сім'янка.

## Життєвий цикл
Цвіте у червні — липні.

## Поширення та середовище існування
Вид зростає у Криму, на Північному Кавказі (Росія) й на Південному Кавказі (Азербайджан, Вірменія, Грузія).
Трапляється в Україні в Криму по чагарниках і на узліссях.

## Практичне використання
Коріння та кореневище містять багато ефірних олій (від 1 до 2 %), алкалоїди валерин і хатинін (у свіжому корінні), ізовалеріанову кислоту, ефіри борнеолу, масляну, оцтову та мурашину кислоти, цукри, терпеноїди: лимонен, миртенол, камцен, терпінеол та пінен, а також глікозид валерид, борнеол, алкалоїд актинідин (у формі гідроксифенілетилової солі) та дубильні речовини. Основною найбільш важливою складовою ефірних олій валеріани Гроссгейма є складний ефір спирту ізовалеріанової кислоти і борнеолу.
Препарати з валеріани Гроссгейма зменшують збудливість і підвищують функціональну діяльність центральної нервової системи, регулюють серцеву діяльність, знижують артеріальний тиск, проявляють спазмолітичну й слабу жовчогінну дію, підсилюють секрецію залоз травного тракту.